# Cladophialophora chaetospira
Cladophialophora chaetospira är en svampart som först beskrevs av Grove, och fick sitt nu gällande namn av Crous & Arzanlou 2007. Cladophialophora chaetospira ingår i släktet Cladophialophora och familjen Herpotrichiellaceae.   Inga underarter finns listade i Catalogue of Life.